# Équitables Pionniers

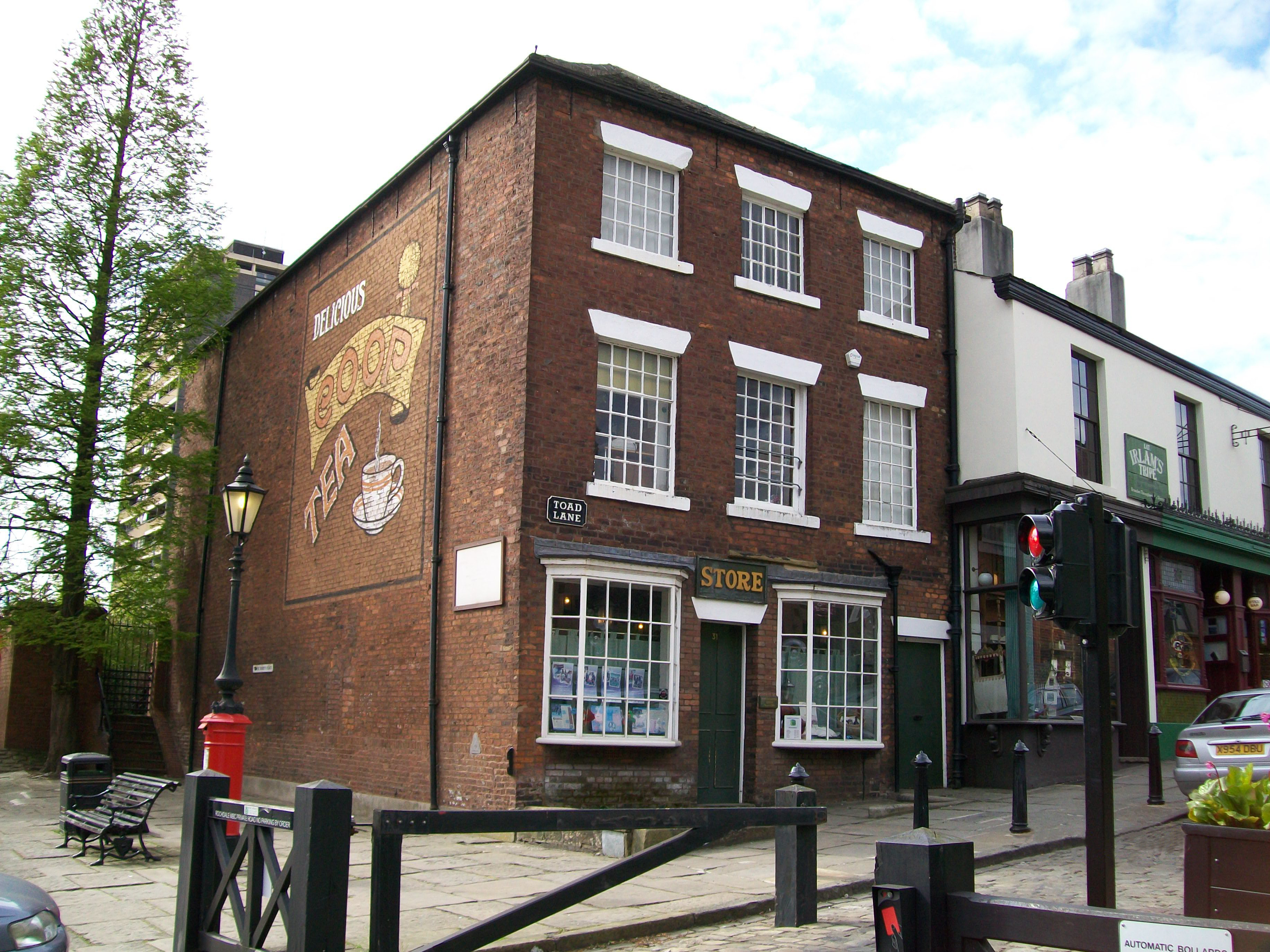
Le premier magasin coopératif des Équitables Pionniers, aujourd'hui transformé en musée.

Équitables Pionniers (The Rochdale Society of Equitable Pioneers) est une société coopérative fondée en 1844 par 28 tisserands de Rochdale, en Angleterre, souvent considérée comme fondatrice du mouvement coopératif.

## Histoire
Dans les années 1840, les tisserands de Rochdale, dans la région de Manchester, réclament sans succès des hausses de salaires. Ils constatent que leur niveau de vie est non seulement dépendant des manufacturiers, qui décident des salaires, mais aussi des commerçants, qui fixent le prix auquel ils vendent leurs produits. En 1844, 28 tisserands se rassemblent donc pour fonder, grâce à de modestes souscriptions, une association, « la Société des Équitables Pionniers de Rochdale », et ouvrent un magasin coopératif. Le but est simple : garantir à la clientèle des prix raisonnables (en vendant au comptant) et une bonne qualité de produits.
D'une quarantaine de souscripteurs en 1844, la Société croît rapidement et atteint 390 membres en 1849, plus de 10 000 en 1880. Les Équitables Pionniers sont imités dans toute l'Angleterre : les coopératives de consommation comptent plus d'un million d'adhérents au début du XXe siècle.
Cette histoire a été relatée par George-Jacob Holyoake. Une version française, traduite par Marie Moret, a été éditée par le journal Le Devoir à Guise au Familistère Godin en 1890.

## Les principes de Rochdale
Les règles qui régissent le fonctionnement de cette Société vont rapidement devenir un modèle pour le mouvement coopérateur qui utilisera ces règles comme des principes de base.
Les quatre règles fondamentales (toujours en vigueur aujourd'hui) sont ainsi :
- la « porte ouverte » : toute personne souhaitant acheter dans le magasin coopératif ou devenir sociétaire (c'est-à-dire acheter des actions de la Société) en est parfaitement libre, il n'y a pas de conditions d'adhésion.
- « un homme, une voix » : lors des assemblées générales, tous les sociétaires possèdent une voix, quel que soit le nombre d'actions qu'ils possèdent.
- la répartition des bénéfices entre les membres de la Société : ainsi, pour un magasin, les bénéfices sont distribués entre les vendeurs au prorata de leurs apports.
- la rémunération limitée du Capital : les sociétaires, ceux qui ont investi pour acheter des actions, touchent chaque année un intérêt, proportionnel à leur nombre d'achats et non aux bénéfices : s'ils veulent toucher une forte part des bénéfices, ils ont donc intérêt à acheter beaucoup, plutôt que d'acheter beaucoup d'actions.

## Vers une coopération « intégrale »
Les Équitables Pionniers considèrent également la coopération comme un modèle qui va en s'élargissant, de la coopérative de consommation (magasin) puis vers le logement et la production (industrielle et agricole). Ils fondent ainsi une coopérative d'habitation en 1860, puis achètent une manufacture textile.
Ils développent enfin un modèle éducatif très important, avec bibliothèque, cours et conférences pour enfants et adultes.